# Nicrophorus przewalskii
Nicrophorus przewalskii là một loài bọ cánh cứng trong họ Silphidae được miêu tả bởi Semenov-Tian-Shanskij in 1894.